# Liste der Monuments historiques in Jonchery-sur-Vesle
Die Liste der Monuments historiques in Jonchery-sur-Vesle führt die Monuments historiques in der französischen Gemeinde Jonchery-sur-Vesle auf.

## Liste der Objekte
| Bezeichnung          | Beschreibung | Standort                        | Kennzeichnung | Schutzstatus    | Datum  | Bild |
| -------------------- | --- | ------------------------------- | ------------- | --------------- | ------ | ---- |
| Gemälde Kreuzabnahme | Ölfarbe auf Leinwand, drittes Viertel des 17. Jahrhunderts; während des Ersten Weltkriegs verschwunden, vermutlich zerstört | in der Kirche St-Georges (Lage) | PM51001510    | Classé gelöscht | ? 1959 |      |